# حسامی
حسامی، شهری از توابع  بخش مرکزی شهرستان سرچهان در استان فارس می‌باشد.

## تاریخچه
براساس مطالعات میدانی صورت گرفته وجه تسمیه شهر حسامی بدین منظور می باشد که حسامی به معنای شمشیر تیز بوده و شخصی به نام حسام الدین بر این منطقه حکومت کرده‌است . اسناد و مدارکی که تعیین کند چه زمانی نام حسامی بر این شهر گذاشته شده‌است مشخص نیست ولی نقل شده‌است که زمان حمله مغول به علت ناامن بودن قسمت اعظم ایران در آن زمان ، تاجری به نام امیر حسام الدین به این منطقه که از گزند مغولان در امان مانده بود آمده و در این مکان سکنی گزیده و با مکنت و توان مالی خود این مکان را آباد کرده و به خاطر نام نیکش پس از فوت وی مردم به نشانه احترام این منطقه را حسامی نامیدند. شهر حسامی دارای قدمتی دیرینه می باشد و شاهد این مدعا کشفیات باستانی جدید در مرکز و حومه این شهر می باشد. از دیگر دلایل دیرینگی شهر قلعه های به جامانده از سالهای دور همچون قلعه زهرا، قلعه بکس، قلعه کریم، قلعه سلمه، برج میاق و... است. مردم حسامی از لحاظ قومی لر هستند.

## جمعیت
این شهر در شهرستان سرچهان قرار دارد و جمعیت آن براساس سرشماری مرکز آمار ایران در سال ۱۳۹۵ برابر با ۳،۱۳۱ تن بوده‌است.

## آب و هوا
آب و هوای این منطقه سرد و خشک می باشد و در ایام سرد سال گاهی برف می بارد و در تابستان خنک می باشد.

## پوشش گیاهی
این شهر متشکل از درختان بنه، کهکم، ارژن، بادام کوهی، سرو کوهی، انجیر کوهی، کیالک و غیره و همچنین درختچه‌هایی مانند: چلال، بادام کوهی، آلو کوهی، زرشک کوهی و.... 
همچنین بوته‌هایی مانند : درمنه ،گون ، ریواس ، اسپند ، کنگر  و ... همچنین گیاهان دارویی مانند آنغوزه ، زیره ، خاکشیر ، شاطره و... است .
جنگل زیبای خالص پوشیده از درختان بنه (پسته کوهی ) است که برای مردم درآمد زا می‌باشد ، و چشم هر بیننده‌ای را به خود جلب می‌کند . 
این جنگل زیبا با چشمه‌های زیبایش می‌تواند منبع در آمد مناسبی در بخش گردشگری برای حسامی بخش سرچهان باشد همچنین باغات حسامی ازدرختان میوه شامل: انگور، به ، آلو، سیب، زردآلود ، بادام ، گردو، است .

## محصولات
در شهرستان سرچهان ،حسامی بیشترین و مرغوب‌ترین انگور را دارد که به صورت کشمش،آفتابی،تیزآبی و ... به فروش می رسانند.